# The Duh-Vinci Code
The Duh-Vinci Code (укр. «Код да Вінчі») — п'ятий епізод шостого сезону мультсеріалу «Футурама».

## Сюжет
Про недалекий розум Фрая відомо всім. Професору соромно, що Фрай — його родич. Професор завжди прагнув стати найбільшим генієм людства, таким, як Евклід, Коперник, або Мозган. А можливо перевершити самого Леонардо да Вінчі: Професор навіть купив на аукціоні його бороду. У ній Фрай випадково знайшов загублений рукопис да Вінчі, який може стати ключем до розгадки однієї з найбільших його таємниць. Професор також вивчив знамениту «Таємну вечерю» за допомогою рентгена і виявив шокуючі подробиці. Щоб остаточно розгадати таємницю да Вінчі команда Planet Express-а відправляється до Риму.
У Римі після довгих і небезпечних пошуків вдалося знайти робота аніматронних, якого зробив Леонардо да Вінчі. Але робот не погодився розкрити таємницю. Подальші пошуки привели команду в місце, де були зібрані всі винаходи да Вінчі. Виявилося, що те, що вважали літальної машиною і танком да Вінчі разом можуть бути використані як космічний корабель. На цьому космічному кораблі Фрай і Професор потрапили на планету Вінчі.
Виявилося, що Леонардо прилетів з планети Вінчі на Землю, так як він був занадто дурний, порівняно з жителями планети Вінчі. Але серед набагато дурніших, ніж він сам, жителів Землі Леонардо теж не міг довго жити і повернувся додому. Професор вирішив повчитися в університеті планети Вінчі, у той час як Леонардо по знайденій Фраєм рукописи вирішив зібрати машину, сказавши Фраю, що це машина для виробництва морозива. Але на демонстрації машини виявилося, що Леонардо створив «машину судного дня». Професор, який зрозумів, що вчитися на планеті Вінчі занадто складно, став на його бік, але Фраю вдалося зупинити машину. Щоб уникнути ганьби (машина судного дня, а нікого не вбила), Леонардо покінчив життя самогубством.